# Mitsubishi Ki-67 Hiryu
ТБ-4 «Хирю » («Летящий змей») Сухопутных войск Императорской Японии |キ-49 呑龍||}},  (яп.  Рикугун ёнсики дзюбакугэкики Хирю) — тяжелый цельнометаллический бомбардировщик Императорской Японии Второй мировой войны. Разработан в авиационном КБ Мицубиси под руководством ведущего инженера К. Одзава в 1942 г.. Принят на вооружение авиации Сухопутных войск Императорской Японии в 1943 г., строился ограниченной серией в 1944-45 гг. Условное обозначение ВВС союзников Пэгги (Peggy).

## История
Поскольку тяжёлый бомбардировщик ТБ-100 не полностью удовлетворял потребности авиации авиации Сухопутных войск, в феврале 1941 г. Главное управление авиации Сухопутных войск  выдало авиационному КБ Мицубиси тактико-техническое задание на разработку и постройку нового опытного двухмоторного бомбардировщика. Требования ТТЗ Сухопутных войск  включали:
- скорость до 550 км/ч на высотах 4-7 км
- боевой радиус 700 км
- полезную нагрузку 0,8 т
- экипаж от 6-10 человек
- возможность бомбометания с пикирования и топмачтового бомбометания по морским целям[1].

В ГУ авиации Сухопутных войск новый проект получил порядковый шифр Ки.67. 
В январе 1942 г. макет нового бомбардировщика прошел утверждение в ГУ авиации, и авиазавод Мицубиси приступил  к постройке трех опытных машин, которые были готовы к марту 1943 г. Первая опытная машина поднялась в воздух 27.12.1942  г. К этому времени КБ и завод получили заказ на установочную партию для войсковых испытаний. Испытания опытных машин и шестнадцати предсерийных в боевой обстановке показали, что самолет получился быстроходным и маневренным. Без нагрузки бомбардировщик был способен выполнять высший пилотаж (мертвая петля и бочка).
В конце 1942 г. ГУ авиации ВМС предложило КБ Мицубиси разработать Ки.67 в торпедоносном варианте, для чего на опытную машину установили систему подвески авиаторпеды. В декабре 1943 г. самолет был принят на вооружение Сухопутных войск  под шифром ТБ-4 и словесным шифром Летящий дракон  (яп.  Рикугун ёнсики дзюбакугэкики Хирю). У разведки США бомбардировщик получил условное обозначение Пегги (Peggy).
Изначально конструкция машины проектировалась под массовое производство — прямые обводы машины не требовали сложной обработки. Серийное производство ТБ-4 началось в апреле 1944 года. Кроме авиазаводов Мицубиси к выпуску подключили заводы   Кавасаки, "Татикава" и "Ниппон", но до конца войны успели выпустить только 698 ед. - с на темпы производства сильно повлияли авианалёты и землетрясение в конце декабре 1944 года. Особенно сократился выпуск двигателей для бомбардировщика.

## Конструкция
Цельнометаллический двухдвигательный среднеплан классической схемы с убираемым шасси. Самолет имел протектированные топливные  и маслобаки и бронезащиту экипажа. 

#### Силовая установка
Силовая установка включает два двигателя Д-104 разработки КБ Мицубиси (поршневой радиальный воздушного охлаждения, 18 цил., 1,9 тыс. л.с.) 

#### Вооружение
Авиапушка 20 мм в верхней башенной точке, два крупнокалиберных пулемета 12,7 мм в носовой и хвостовой части и два в боковых блистерах,. Бомбовая нагрузка 0,5-0,8 т.

## Модификации

#### Серийные
- Первая  - всего 431 ед., из них 271 машина с торпедной подвеской.
- Вторая  - со спаренной пуушечной хвостовой турелью 20 мм. Выпущено 267 экземпляров[2].
- Третья — переделка первой модификации с увеличенной дальностью. Размах крыла увеличен до 24 м, бомбовая нагрузка уменьшена до 0,5 т. Выпущено 12 экземпляров.

#### Опытные
- 3 опытных и 16 предсерийных машин с различными вариантами вооружений. Две машины переделаны в торпедоносцы, на двух испытывались двигатели Д-214[2].
- Ки.67М — опытный тяжелый перехватчик Ки.109, с турбодвигателями Мицубиси Д-104 Ру. Изготовлено 3 ед.[2].
- ТБ-4-1 AEW (Airborne Early Warning and Control) —опытная машина с самолетной РЛС.
- Ки.67  "To-Гo" -'таранная модификация с демонтированным вооружением. В носовой части устанавливалась штанга взрывателя ударного действия, соединенная с двумя противокорабельным авиабомбами БРАБ-99 (800 кг) в бомбоотсеке. Экипаж три человека. Переделано от 15 до 50 самолетов, точных данных по количеству нет[2].
- Ки.167 - модификация для специальных атак с зарядом "Сакура-дан". Переделано из серийных Ki-67-I от 2 до 10 самолетов, точных данных по количеству нет.
- Ки.67 - опытный носитель крылатых ракет. Выпущен в единственном экземпляре.
- опытная вторая модификация с двигателями Мицубиси Д-214 (2,2 тыс. л.с.). Изготовлены две опытных машины.

Существовало еще несколько не реализованных проектов самолетов на базе бомбардировщика Ki-67.

## Боевое применение

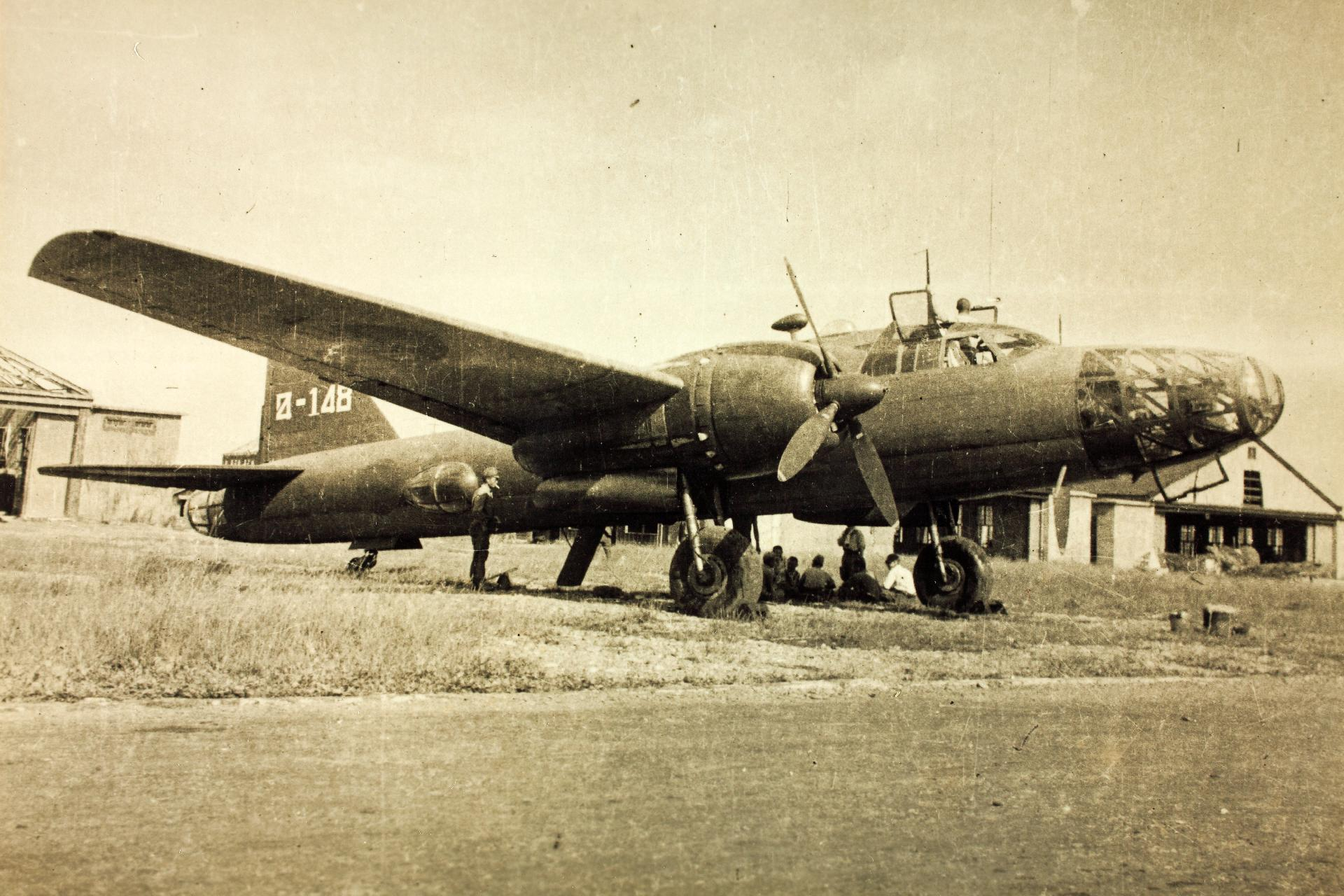
Машина ТБАЭ №74 на военном аэродроме Мацумото  (1945 г.)
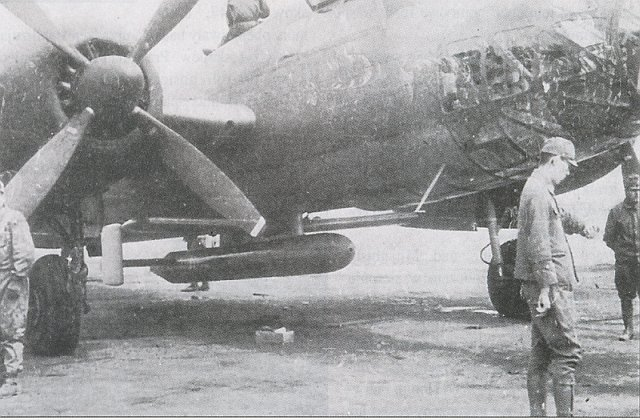
Опытная ПКР Kawasaki Ki-147 I-Go на пилоне ТБ-4

Впервые ТБ-4 приняли участие в боевых действиях во время боев за Тайвань, где применялись для бомбардировки с горизонтального полета и торпедометания. В качестве торпедоносцев эти самолеты активно действовали в районе Окинавы. Также ТБ-4 применялись в Китае, на Новой Гвинее и Суматре, совершали налеты на авиабазы стратегической авиации США на Марианских островах и на острове Сайпан. В декабре 1944 г. американцы потеряли на острове Сайпан более 50 бомбардировщиков В-29. ТБ-4 подлетали к авиабазам во время предполётной подготовки В-29 и сбрасывали бомбы с малой высоты, но потери во время этих рейдов были весьма значительны.
В последние месяцы войны некоторое число ТБ-4 были переделаны для таранных атак. С бомбардировщика демонтировали стрелковые точки, места их установки зашивались фанерными обтекателями, экипаж сокращался до 2-3 человек. Внутри фюзеляжа размещалась бомба, которая срабатывала от взрывателя, размещенного в носовой части самолета. Каких либо особых успехов эти самолеты не имели. 
ТБ-4 был лучшим японским бомбардировщиком Второй Мировой войны. По своим характеристикам он превосходил большинство однотипных самолетов того времени. Но он появился слишком поздно, и в условиях многократного превосходства в воздухе авиации союзников, не мог оказать ощутимого влияния на ход боевых действий. 
В послевоенный период уцелевшие ТБ-4 использовались в качестве военно-транспортных самолетов. Для быстрой идентификации их перекрашивали в белый цвет и наносили зеленые кресты. Один трофейный ТБ-4 использовался в составе ВВС Индонезии против колониальных голландских войск. До нашего времени ни одного ТБ-4 не сохранилось. 

## Характеристики
| Первая модификация      |                                                 |                |
| Характеристики          |                                                 |                |
| Технические             |                                                 |                |
| Экипаж                  | 8 чел.                                          |                |
| Длина                   | 18,7 м                                          |                |
| Размах (площадь) крыла  | 22,5 м (66 м²)                                  | 22,5 м (66 м²) |
| Высота                  | 7,7 м                                           | 7,7 м          |
| Взлетная (сухая) масса  | 13,8 т (8,7 т)                                  | 13,8 т (8,7 т) |
| Силовая установка       |                                                 |                |
| Число                   | 2 ед.                                           |                |
| Двигатель               | Д-104                                           |                |
| Объем                   | 42 л                                            |                |
| Мощность                | 1,9 тыс. л. с.                                  |                |
| Лётные                  |                                                 |                |
| Макс. (крейс.) скорость | 540 км/ч (400 км/ч)                             |                |
| Скороподъёмность        | 6,9 м/с                                         |                |
| Нагрузка на крыло       | 208 кг/м²                                       |                |
| Тяговооружённость       | 0,3 л. с./кг                                    |                |
| Дальность               | 3, 8 тыс. км                                    |                |
| Потолок                 | 9,5 км                                          | 9,5 км         |
| Вооружение              |                                                 |                |
| Стрелковое              | турельное 1 ед. Хо-5 в блистерах 5 ед. АП-1     |                |
| Подвесное               | до 1 т авиабомб/УР до 2,7 т в таранном варианте |                |